# ベンジャミン・サミュエル・ウィリアムズ

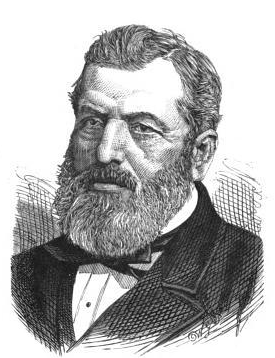
ベンジャミン・サミュエル・ウィリアムズ

ベンジャミン・サミュエル・ウィリアムズ（Benjamin Samuel Williams、1824年3月2日 - 1890年6月24日）は、イギリスの園芸家（庭師）、著述家である。ランに関する著作、"Orchid Grower's Manual" (London 1871)、"Select Orchidaceous Plants" (London 1862 onwards)、"Orchid Album" (London 1882-97).などの著者である。

## 生涯
ハートフォードシャーのHoddesdonに庭師の息子に生まれた。14歳から父親に教えられて庭師の仕事を始めた。17歳から6年間、他の庭園で働くためにHoddesdonの庭園をはなれ、Chestnutの園芸商、Adam Paul & Sonなどでも働いた。その後父親のもとで、果実・野菜の管理の責任者となり、ランの収集家として知られる庭園の主人に認められて、ランの育成を任せられた。すぐにその手腕は評判となり、ロンドンのランの展覧会で優勝し成功したランの育成家となった。
1856年から1861年の間、Robert Parkerのもとで働いた後、パラダイス園芸（Paradise Nurseries）で働くようになり、世界各国のランの展示会に出品し多くの賞を受賞した。
ジョン・リンドリーの勧めで1851年に初めて著作をはじめ、植物雑誌、『ガーディナーズ・クロニクル』にランの栽培に関する連載記事を執筆した。『ラン育成者マニュアル』（Orchid Grower's Manual）などを出版し人気を集め、1882年からもと雇い主のロバート・ワーナーと月刊の絵入り雑誌、『オーキッド・アルバム』（Orchid Album）を出版した。イギリスにランのブームが広い層に広がるのに貢献した。

## 『オーキッド・アルバム』の図版

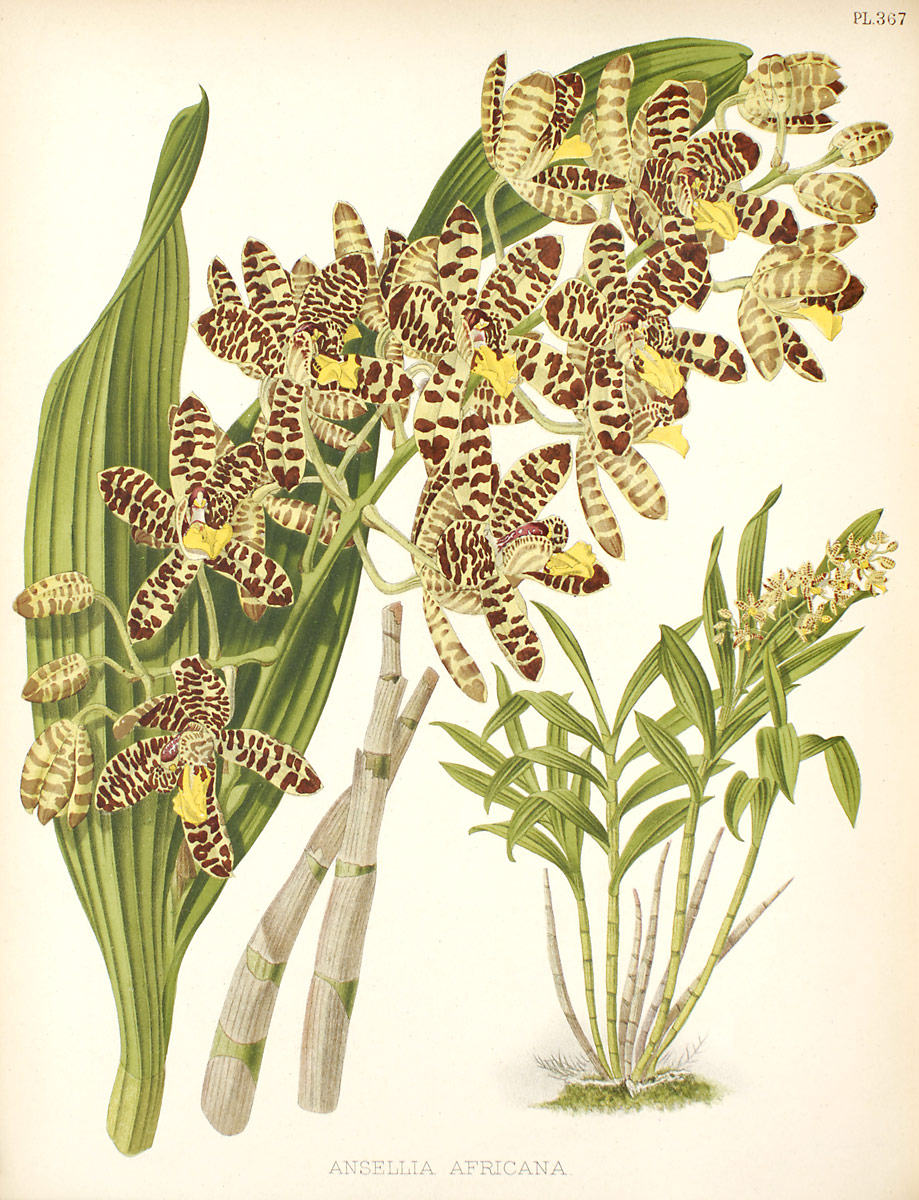
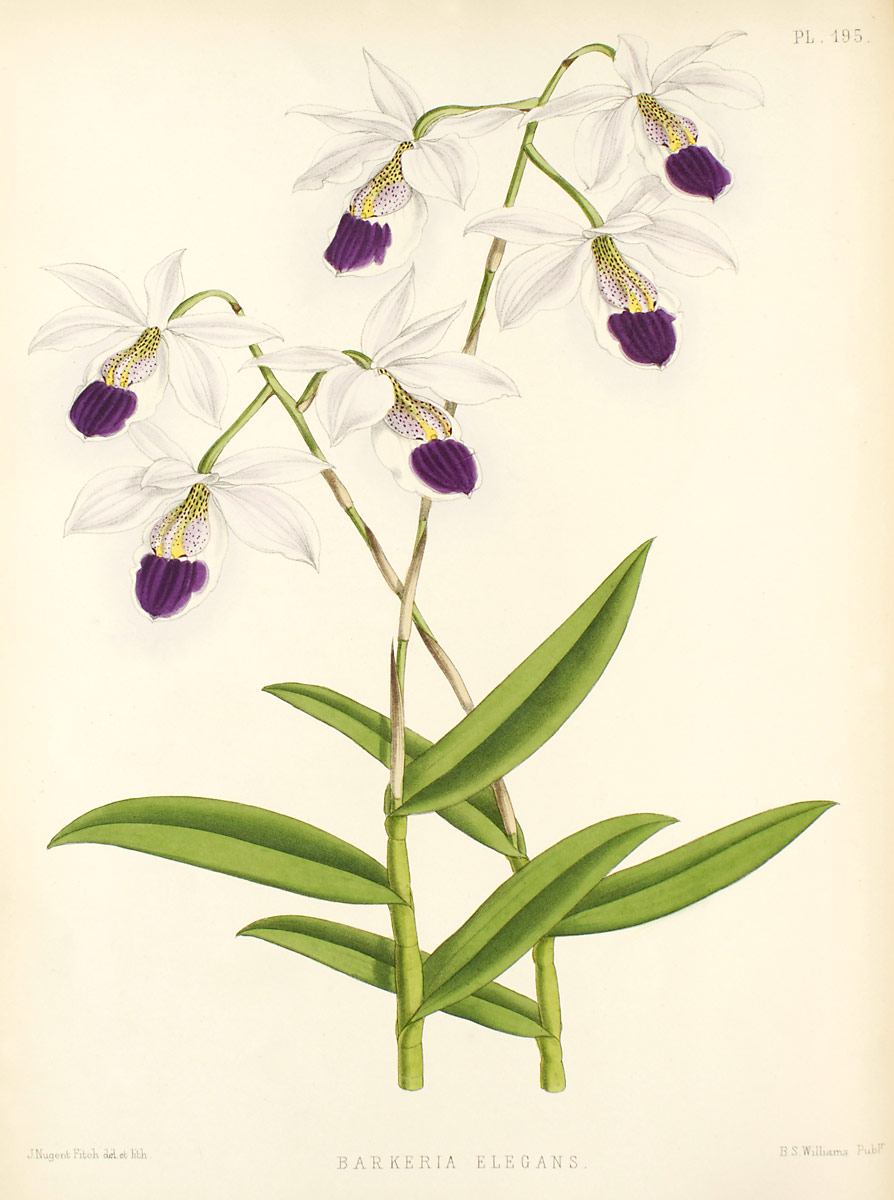
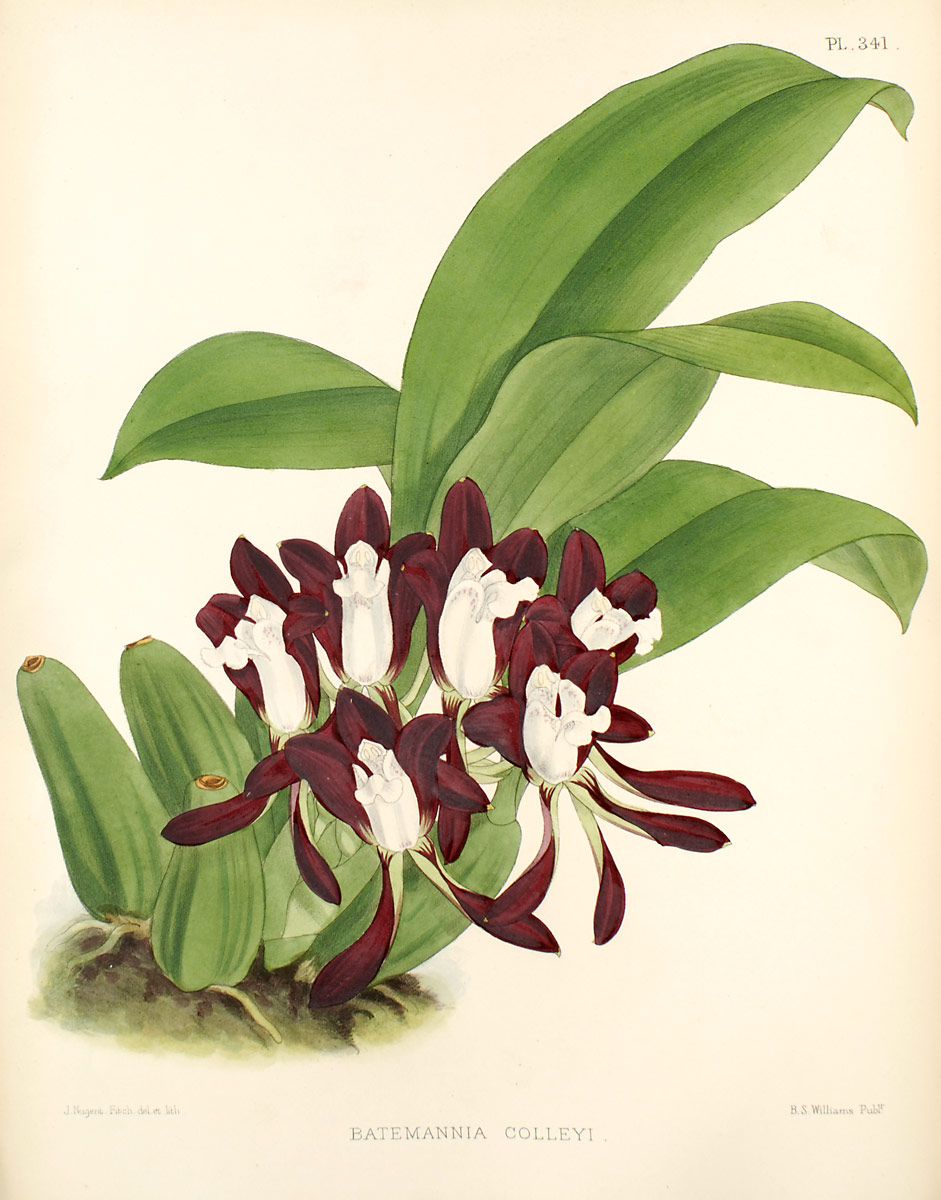
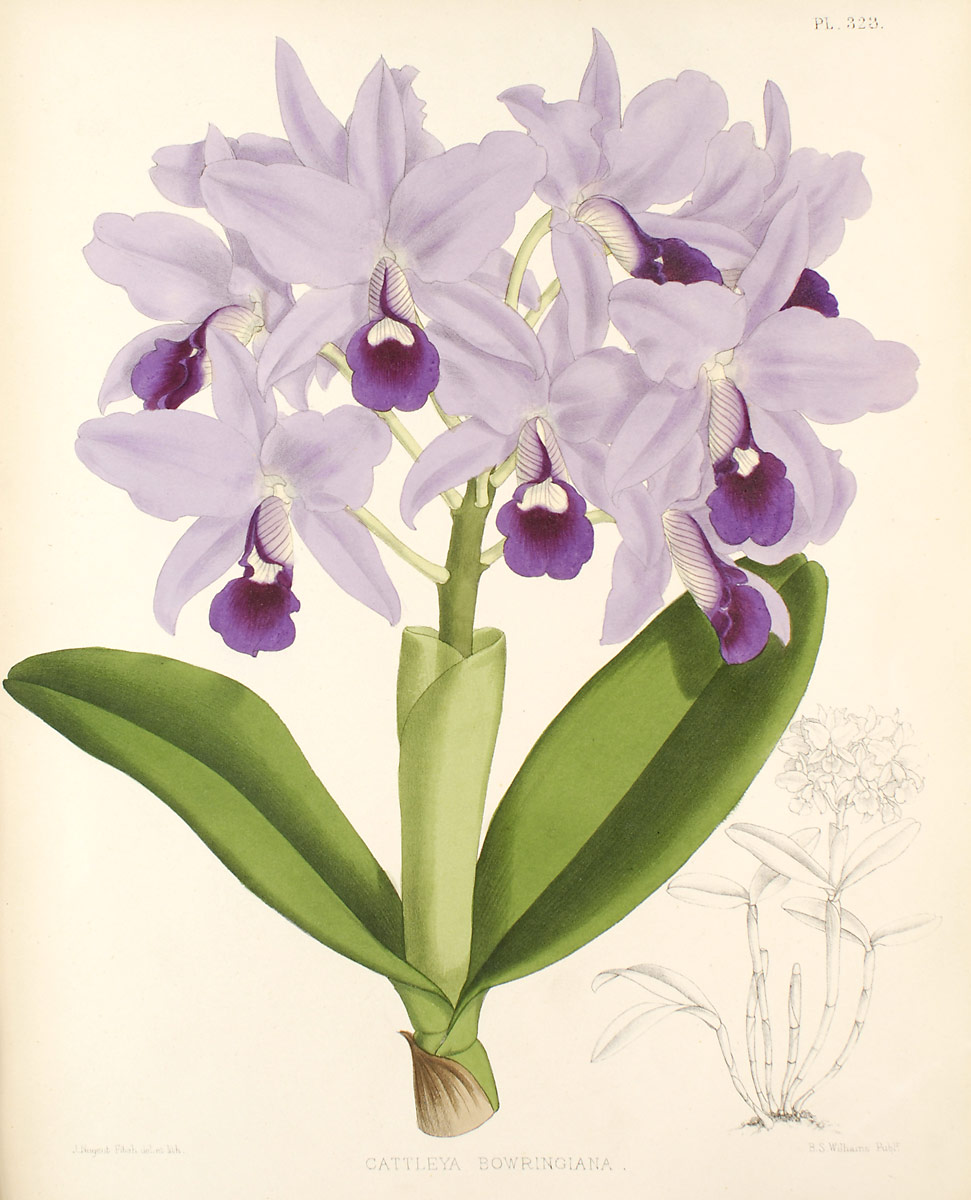
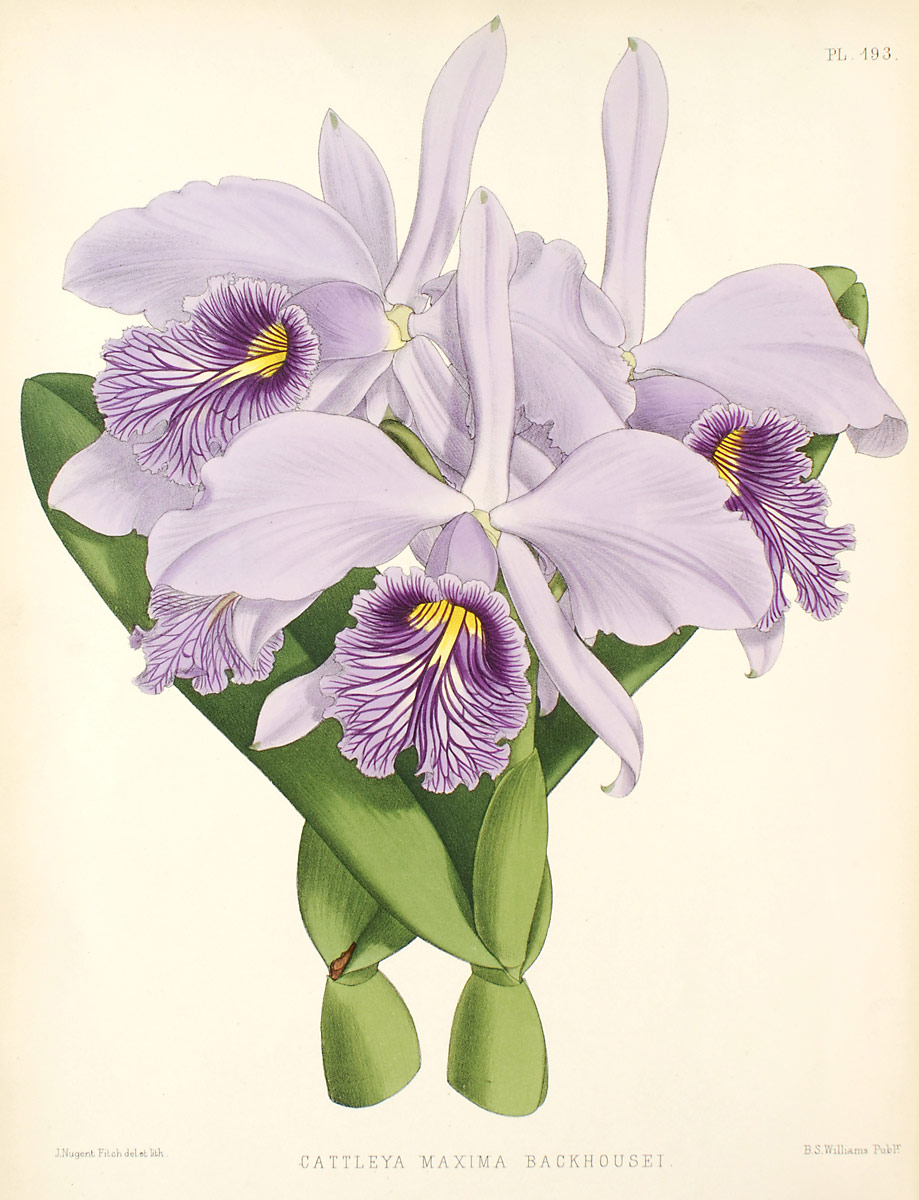
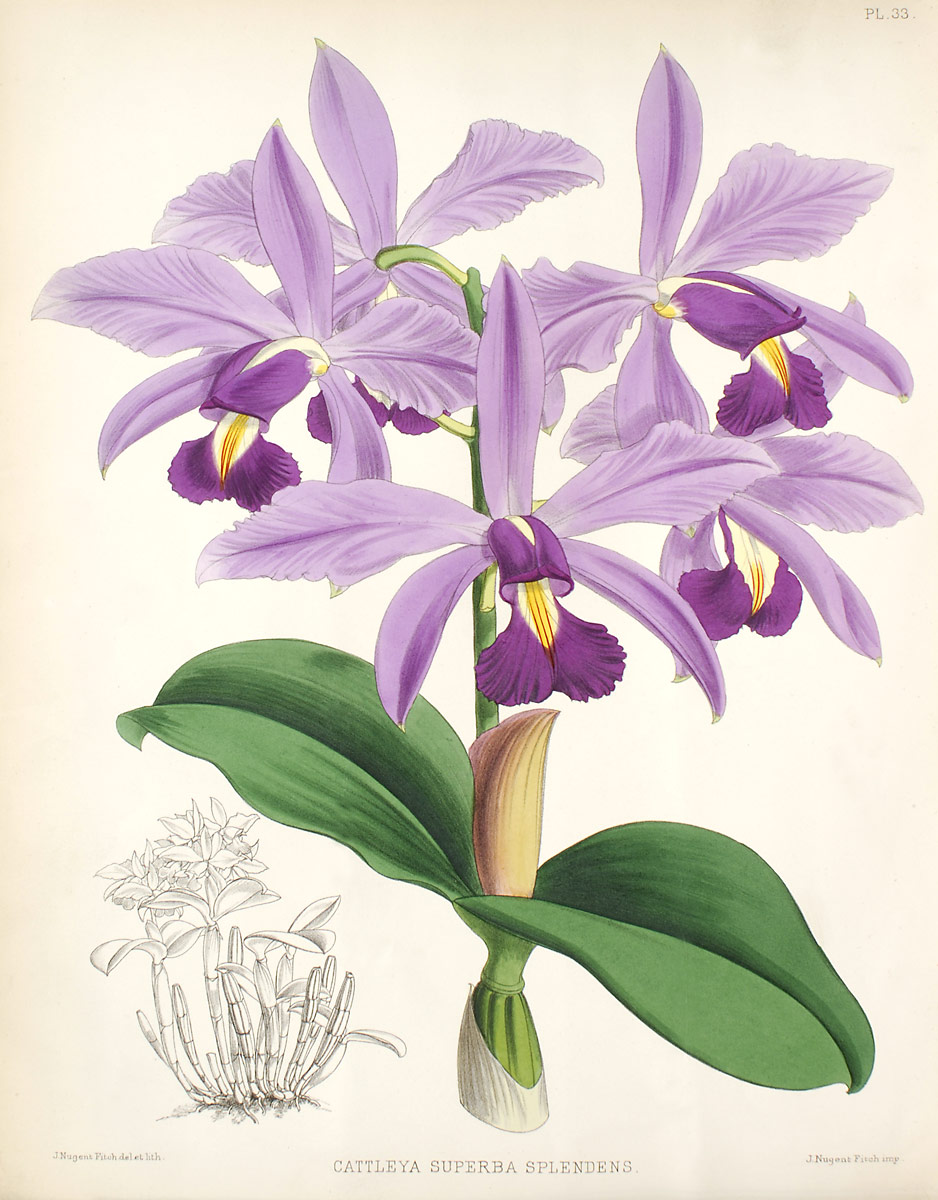
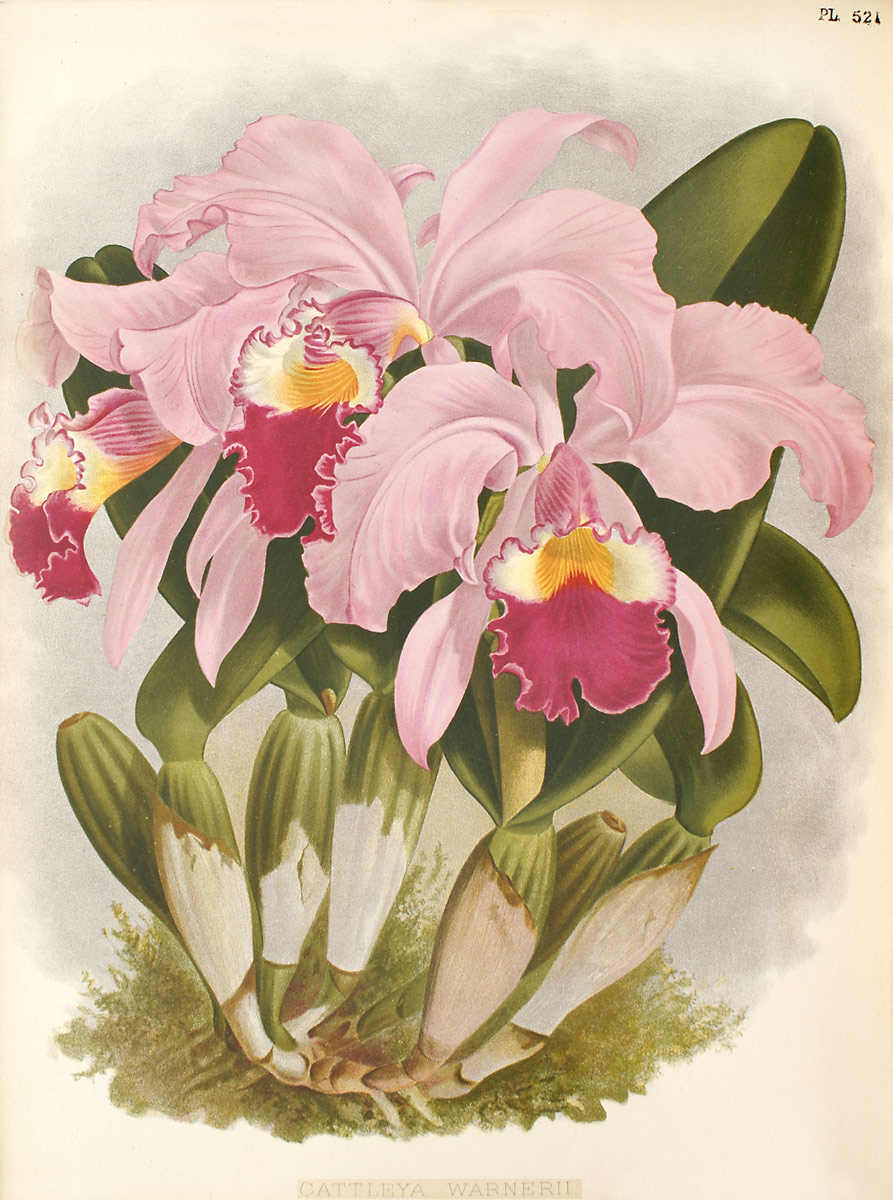